# Aspidiotinae
Aspidiotinae — підродина напівтвердокрилих родини Щитівки (Diaspididae).

## Класифікація
Підродина містить 193 роди, які об'єднують у 7 триб:
- Aspidiotini
- Leucaspidini
- Odonaspidini
- Parlatoriini
- Pseudaonidiini
- Smilacicolini
- Thysanaspidini